# Cubiceps paradoxus
Cubiceps paradoxus is een straalvinnige vissensoort uit de familie van kwallenvissen (Nomeidae). De wetenschappelijke naam van de soort is voor het eerst geldig gepubliceerd in 1979 door Butler.